# Narodni park Bale
Narodni park Bale (BMNP) je narodni park v Etiopiji. Park obsega območje približno 2150 km² v gorovju Bale in planoti Saneti v Etiopskem višavju.
Afromontanski habitati parka imajo eno najvišjih stopenj živalske endemičnosti med vsemi kopenskimi habitati na svetu. Park je bil nominiran na poskusni seznam svetovne dediščine leta 2009.

## Geografija
Narodni park Bale leži v jugovzhodni Etiopiji, 400 km jugovzhodno od Adis Abebe in 150 km vzhodno od Šašamene v regiji Oromia. Meja parka poteka znotraj petih woredas (okrožij): Adaba (zahod), Dinsho (sever), Goba (severovzhod), Delo-Mena-Angetu in Harena-Buluk (jugovzhod). Območje parka je zajeto v geografskih koordinatah 6º29' – 7º10'N in 39º28' – 39º57'E. Gorovje Bale je del masiva Bale-Arsi, ki tvori zahodni del jugovzhodnega Etiopskega višavja.

### Hidrologija
Gorovje Bale igra ključno vlogo pri nadzoru podnebja v regiji, saj privabljajo velike količine orografskih padavin, kar ima očitne posledice za živinorejo in kmetijsko proizvodnjo. Približno 600 - 1000 mm letno pade na nižjih območjih, medtem ko 1000 - 1400 mm pade na višjih območjih, več kot 12 milijonov ljudi iz Kenije, Somalije in Etiopije pa je odvisnih od vode iz masiva Bale.
Na območju parka izvira skupno 40 rek, ki prispevajo k petim velikim rekam: Veb, Vabe Šebele, Velmel, Dumal in Ganale. Poleg tega je masiv Bale vir številnih izvirov v nižinah, ki so izjemnega pomena, saj so edini vir vode skozi vse leto. Ljudje, ki živijo južno od narodnega parka, so popolnoma odvisni od dobrega gospodarjenja z vodnimi viri iz visokogorskih območij. Če se tok teh rek spremeni na kakršen koli način – s krčenjem gozdov, prekomerno pašo na pašnikih in/ali prekomernim odvzemom za namakanje (vse to se trenutno dogaja) – pride do neravnovesja v visokogorju in nižinah z izgubo trajne vode v nižinah. Če pride do takšne situacije, se obseg sušne sezone za ljudi in njihovo živino dramatično zmanjša in osredotočijo se na kateri koli vodni vir, ki ostane. Splošno priznano je, da takšna neenakomerna porazdelitev ljudi in živine vodi v hitro in trajno propadanje. Ljudje bodo zato verjetno vse bolj odvisni od pomoči v hrani, če povodja gorovja Bale ne bodo dovolj zaščitena. Obstajajo že dokazi, da prihaja do prekomernega črpanja vode.
Poleg tega imata dve reki, ki izvirata v gorovju Bale, Vabe Šebele in Jadot (pritok Ganale), hidroelektrarne. Jez na reki Jadot oskrbuje z elektriko Delo-Mena, medtem ko jez na Vabe Šebele oskrbuje z elektriko območje Bale.
Ne nazadnje so številni izviri naravne mineralne vode, lokalno imenovane hora, ki zagotavljajo bistven vir mineralov za živino. Mineralni vrelci v parku so cenjeni zaradi visoke vsebnosti mineralov (natrija, kalija, magnezija, cinka in kalcija), lokalni pastirji pa verjamejo, da je za ohranjanje dobrega zdravja in proizvodnje mleka treba njihovi živini dati hora vodo. Svojo živino bodo vodili do dva dni, da pridejo do teh izvirov. Vse bolj pa je očitno, da so izviri postali izgovor domačinov za vstop v park zaradi dostopa do boljših pašnih površin.

## Podnebje
Temperature se v parku zelo razlikujejo: na planoti so dnevne temperature običajno okoli 10 °C z močnimi vetrovi; v dolini Gajsaj so povprečne dnevne temperature okoli 20 °C, v gozdu Harena pa okoli 25 °C. Vendar pa se vreme pogosto in včasih drastično spreminja. V višinah nad 3000 metrov so nočne zmrzali pogoste. Deževna doba je od maja do novembra.

## Ekologija

### Habitati
Park je razdeljen na pet različnih in edinstvenih habitatov: severna travišča (dolina Gajsaj), severni brinovi gozdovi (sedež parka), afro-alpski travniki (planota Saneti), barje Erica in gozd Harena.
Habitati narodnega parka Bale segajo od travniških območij na nadmorski višini okoli 3000 metrov do gore Tulu Demtu, druge najvišje točke v Etiopiji na 4377 metrih nadmorske višine.
Obdani z vzhodnoafriškimi drevesi brina Juniperus procera in šentjanževko, na severnih traviščih in gozdovih rastejo do pasu visoke divje rože in trave. Drevesna vresa (Erica arborea) izvira iz etiopske gorske barjanske ekoregije v parku.
Afro-alpsko barje planote Saneti je največje neprekinjeno območje svoje nadmorske višine na celotni afriški celini. Preproga v skalah, pokritih z lišaji, prekinjena z orjaško lobelijo (Lobelia rynchopetalum), ki zraste v višino do 12 metrov. Planota je posejana tudi z alpskimi jezeri in potoki, ki zagotavljajo pomembne vire prosto živečih živali, pa tudi prezimovalne postaje in postaje za prehod redkih in regionalno endemičnih ptic.
Rastlinska združba gozd Harena predstavlja približno polovico parka, gozd dreves, pokritih z mahom in lišaji, za katere se zdi, da kapljajo z vej. Območje je pogosto zavito v meglo, divje živali pa so neulovljive.

### Rastlinstvo
Gozdovi gorovja Bale so pomembni za genetske zaloge divje gozdne kave (Coffea arabica) in zdravilnih rastlin v Etiopiji. Ugotovljene so bile tri vroče točke zdravilnih rastlin: dve na območju Gajsaj in ena na območju Angesu, ki se raztezata čez mejo parka. Ženski cvetovi Hagenia abyssinica vsebujejo anthelmintik, ki se med lokalnim prebivalstvom uporablja za zdravljenje trakulje.

### Živalstvo
Narodni park Bale je pomembno območje za več ogroženih etiopskih endemičnih vrst. Poleg tega je v parku 26 % endemičnih vrst Etiopije, vključno z enim primatom, enim govedom, enim zajcem, osmimi vrstami glodavcev in celotno svetovno populacijo velikoglavega afriškega krta (Tachyoryctes macrocephalus). Obstaja tudi več redkih in endemičnih dvoživk.

#### Sesalci
Vrste sesalcev v narodnem parku Bale so etiopski volk (Canis simensis), gorska niala (Tragelaphus buxtoni), velikoglavi afriški krt, imbabala (Tragelaphus sylvaticus), navadna antilopa (Sylvicapra grimmia), Oreotragus oreotragus, bohorska trstnica (Redunca redunca), etiopski visokogorski zajec (Lepus starcki), medarski jazbec, svinja bradavičarka, lisasta hijena, serval in veretka (Chlorocebus djamdjamensis).
Drugi sesalci narodnega parka Bale, ki so v gozdu Harena, so afriški volk, orjaška gozdna svinja, navadna gvereza, lev, leopard in afriški hijenski pes. Skoraj ena tretjina od 47 sesalcev, ki živijo v parku, so glodavci. Skupnost glodavcev, zlasti na afro-alpski planoti, je ključna vrsta v narodnem parku Bale.

#### Avifavna
V gorovju Bale živi več kot 282 vrst ptic, vključno z devetimi od 16 vrst, ki so endemične za Etiopijo. Poleg tega je bilo v parku zabeleženih več kot 170 ptic selivk. Narodni park Bale je dom skoraj vseh visokogorskih abesinskih in etiopskih endemitov.
Z več kot 863 zabeleženimi vrstami ptic, kar predstavlja približno 9,5 % svetovne raznolikosti ptic in 39 % vrst ptic v Afriki, Etiopija pogosto velja za eno od afriških držav, ko so najbolj bogate z aviofavno. Šestnajst vrst ptic v Baleju je endemičnih v Etiopiji. To so modrokrila gos (Cyanochen cyanoptera), pegasti škratek (Vanellus melanocephalus), rumenočela papiga (Poicephalus flavifrons), abesinski dolgokrempljc (Macronyx flavicollis), abesinska mačja ptica (sylvia galinieri), Parisoma griseiventris, etiopski ščinkavec (Serinus nigriceps), rjavoprsi voščenec (Estrilda paludicola) in abesinska sova (Asio abyssinicus).

#### Herpetofavna
Etiopski redki endemični plazilci, ki so bili na novo odkriti v gozdnatih območjih gorovja Bale, vključujejo etiopsko hišno kačo (Lamprophis erlangeri), etiopsko gorsko gado (Bitis parviocula), balejskega dvorogega kameleona (Trioceros balebicornutus), brezrogega kameleona (Trioceros harennae), Rüppellovega puščavskega kameleona (Trioceros affinis) in etiopskega kameleona Wolfganga Böhmeja (Trioceros wolfgangboehmei).
Najmanj 7 vrst endemičnih dvoživk je odkritih v gozdnatih močvirnatih območjih in planotah narodnega parka Bale. Leptopelis gramineus, Ptychadena erlangeri in Ptychadena neumanni so v teh habitatih običajno redke. Vendar pa druge vrste dvoživk živijo na območjih gorovja, kot Ericabatrachus baleensis, etiopska banana žaba (Afrixalus enseticola), Leptopelis ragazzii, Paracassina kounhiensis, Malcolmova etiopska krastača (Altiphrynoides malcolmi), Osgoodova etiopska krastača (Altiphrynoides osgoodi) in baljanska drevesna žaba (Balebreviceps hillmani) veljajo za ogrožene zaradi izgube habitata in krčenja gozdov.

## Ljudje iz Bale
Prebivalci regije so pretežno oromsko govoreči kmetje in živinorejci. Celotna cona Bale ima približno 1,5 milijona prebivalcev. Afan Oromo je uradni jezik Oromije. Spada med kušitske jezike in služi kot nekakšen lingua franca za več kot 25 milijonov Oromov. Vendar večina ljudi v gorovju Bale govori nekaj amharščine.
Prevladujoča vera v Balah je muslimanska (77 %), sledita ji pravoslavna (20 %) in protestantska (1 %). Gorovje Bale je prava pradomovina Oromov, največje posamezne etnične skupine na Afriškem rogu. Prebivalstvo, ki je živelo kot pastirji in kmetje, je precej hitro raslo in se od 16. stoletja razširilo na različne konce države.
O ljudstvu Oromo na tem območju in o tem, kako so tam prišli, je malo znanega. So del vzhodnega kušitskega ljudstva, ki izhaja iz veje kavkaške rase (ki vključuje zahodne Azijce, Arabce in Evropejce) in so razširjeni od Wolla na severu Etiopije do Mombase v Keniji na jugu. Pred približno 3000 leti so na nilotska ljudstva na Zahodu prenesli običaje, kot sta iniciacijski obred obrezovanja in navada, da ne jedo rib. Poleg tega so vključili ideje sistema Gadaa in živinoreje v lastno družbo. Sistem Gadaa (avtohtoni demokratični sistem upravljanja) temelji na načelih razvrščanja družbe v 11 funkcionalnih stopenj, od katerih ima vsak svojo posebno vlogo in status.
Trenutno se ljudje preživljajo predvsem s kmetijstvom. Sledijo tradicionalnemu sistemu selitve živali, znanemu kot sistem Godantu, ki je ključna značilnost tradicionalne človeške rabe gorovja Bale. V tem sistemu se živina, zlasti govedo, v mesecih, ko rastejo pridelki na nižjih nadmorskih višinah, pošlje na višje pašnike ali v gozd v senco v sušnem obdobju. Vendar tega ne smemo zamenjevati s premiki živine, ki so posledica izgube pašnikov izven parka, zaradi česar je govedo prisiljeno v park na pašo.
Hiše so okrogle oblike in lokalno imenovane mana citaa. Za izdelavo sten in strehe se uporablja brin in včasih evkalipt. Streha je pokrita s slamnato travo, pokošeno iz citae ali strnišča, zlasti ječmena in podprta z lesenim stebrom, ki stoji sredi poda. Hiša je razdeljena na dele s stenami iz bambusa ali blata, pomešanega s strniščem ječmena ali trave.

## Grožnje
Narodni park Bale se sooča s številnimi grožnjami, povezanimi z vse bolj razvijajočo se in vse bolj poseljeno Etiopijo. Ena največjih groženj parku je paša. Na primer, znotraj doline Veb, glavnega etiopskega habitata volkov, je gostota goveda ocenjena na 250 na kvadratni kilometer. Druge grožnje vključujejo vse večjo poselitev v parku. Trenutno v mejah parka živi več kot 40.000 ljudi, kar povečuje pritisk na naravne vire območja in zmanjšuje naravne habitate divjih živali. S temi naselji prihajajo domači psi, ki predstavljajo veliko grožnjo etiopskemu volku. Psi prenašajo steklino in pasjo kugo in so leta 2010 pobili 106 osebkov (približno 40 % populacije etiopskih volkov v parku). Druge resne grožnje so uporaba življenjskega prostora volkov s strani živine za pašo, kar znatno zmanjša razpoložljivost plena glodavcev. Več kot 12 milijonov ljudi, njihova živina in okolje na jugu Etiopije ter v sosednji Somaliji in severni Keniji so odvisni od vode, ki izvira iz masiva Bale. Netrajnostna raba in onesnaževanje sta glavni nevarnosti. Naravovarstveniki menijo, da bo izumrlo več vrst sesalcev kot na katerem koli drugem enako velikem območju na planetu, če prizadevanja za ohranjanje v gorovju Bale ne bodo uspešna in bodo ljudje še naprej izkoriščali vire na netrajnosten način.